# Портрет Карла Ивановича Оппермана
«Портрет Карла Ивановича Оппермана» — картина Джорджа Доу и его мастерской, из Военной галереи Зимнего дворца.
Картина представляет собой погрудный портрет генерал-лейтенанта Карла Ивановича Оппермана из состава Военной галереи Зимнего дворца.
К началу Отечественной войны 1812 года генерал-лейтенант Опперман был директором Инженерного департамента Военного министерства и всё лето находился в инспекторской поездке по крепостям на западной границе Российской империи. С октября 1812 года состоял при Главной квартире русской армии, отличился в сражениях под Вязьмой и при Красном. В Заграничных походах 1813 и 1814 годов руководил осадными работами под Торном и Модлином, затем был начальником штаба Польской армии, отличился в сражениях при Дрездене и Лейпциге, а также при осаде Гамбурга.
Изображён в генеральском мундире, введённом для инженерных генералов 7 мая 1817 года. На шее кресты орденов Св. Георгия 3-го класса, Св. Владимира 2-й степени и шведского Военного ордена Меча 3-й степени; ниже их по борту мундира кресты французского ордена Почётного легиона и прусского ордена Красного орла 2-й степени; справа на груди серебряная медаль участника Отечественной войны 1812 года и звёзды орденов Св. Александра Невского и Св. Владимира 2-й степени. Справа внизу возле эполета подпись художника и дата: paintd fr. nature by Dawe R. A. 1821. Подпись на раме: К. И. Опперманъ, Генералъ Лейтенантъ.
Несмотря на то, что 7 августа 1820 года Комитетом Главного штаба по аттестации Опперман был включён в список «генералов, заслуживающих быть написанными в галерею», фактическое решение о написании его портрета состоялось ранее этой даты — уже 17 декабря 1819 года Доу получил аванс за эту работу, а оставшаяся часть гонорара была ему выплачена 14 апреля 1820 года. Готовый портрет поступил в Эрмитаж 7 сентября 1825 года.
Возможно, что галерейный портрет с авторской датой 1821 года является повторением более раннего портрета работы Доу, за который ему были выплачены деньги. Этот портрет полностью соответствовал портрету из Военной галереи, однако Опперман на нём был изображён в мундире лейб-гвардии Сапёрного батальона. Современное местонахождение этого варианта портрета не установлено, однако он известен по гравюре Т. Райта, выполненной в Лондоне фирмой Messrs Colnaghi по заказу петербургского книготорговца С. Флорана с указанием даты 1 июля 1826 года, причём Д. А. Ровинский, описывая гравюру, не указывает год, который на оригинале гравюры прекрасно читается. Отпечаток этой гравюры также имеется в собрании Эрмитажа (китайская бумага, гравюра пунктиром, 58,2 × 43,2 см, инвентарный № ЭРГ-449). Вслед за Ровинским и А. А. Подмазо считает что гравюра вышла без указания года.
А. А. Подмазо в своей книге о Военной галерее воспроизводит литографию по рисунку И. А. Клюквина с галерейного портрета, но не сопровождает её никакими комментариями; неизвестно ни её происхождение, ни местонахождение, ни издание, в котором она могла быть напечатана. Большинство работ Клюквина было выполнено для книги А. И. Михайловского-Данилевского «Император Александр I и его сподвижники», однако там не была опубликована биография Оппермана, соответственно, портрет в книгу не включён.
В собрании Артиллерийского музея в Санкт-Петербурге имеется портрет Оппермана работы неизвестного художника, датируемый началом XX века (73 × 61,5 см). Этот портрет крайне близок к работам Доу. Опперман на нём также изображён в мундире лейб-гвардии Сапёрного батальона, по сравнению с гравюрой Райта на портрете добавлены вензель императора Николая I на эполетах, медаль «За взятие Парижа» и знак «За XLV лет беспорочной службы», убран крест ордена Св. Владимира 2-й степени и соответственно звезда изменена на 1-ю степень, через плечо переброшена Андреевская лента. Судя по набору наград, прототип для этого портрета был создан не ранее конца августа 1830 года, поскольку орденом Св. Андрея Первозванного Опперман был награждён 25 июня 1830 года, а знак отличия за 45 лет службы он получил 22 августа того же года. Также вероятно, что прототипом послужил портрет работы Доу, который использовал Т. Райт для своей гравюры, а новые награды были дописаны позднее уже после смерти Доу.
- Гравюра Томаса Райта. Эрмитаж
- Портрет работы неизвестного художника. Артиллерийский музей